# Ernest Libérati
Ernest Libérati (Orà, 22 de març de 1906 - 2 de juny de 1983) fou un futbolista francès, d'ascendència italiana, de la dècada de 1930.
Fou 19 cops internacional amb la selecció francesa de futbol, amb la qual disputà la Copa del Món de futbol de 1930. Pel que fa a clubs, defensà els colors dels clubs Amiens SC, SC Fives, Olympique Lillois, FC Sochaux, Valenciennes i Olympique de Marseille.